# 谷口酒造
有限会社谷口酒造（たにぐちしゅぞう）は、日本の酒類醸造会社。焼酎などの製造・販売を行っている他、3代目谷口英久の著作書籍の販売を行っている。
1937年（昭和12年）、初代谷口平兵衛によって創業。東京七島酒造組合所属であり、伊豆大島唯一の蔵元である。伊豆諸島のひとつ、伊豆大島（大島町）に本社・工場があり、麦焼酎「御神火（ごじんか）」は島で人気を博している。「御神火」は伊豆大島島民が伊豆大島にある活火山、三原山の火口から吹き出す炎を指す言葉。
日本航空が選定した「日本の焼酎蔵22選」に八丈島の八丈島酒造合名会社とともに選ばれている（関東地方で選出されたのはこの2蔵のみ）。

## 特徴
かつては杜氏を雇っていたが、谷口英久の代になり仕込みから瓶詰めまでを谷口が一人で行っている。このため出荷量は多くなく、しかも地元伊豆大島に優先して出荷しているため、本土ではごく僅かの店でしか入手できない。
現在は「ツバキ城」と命名された醸造場を構えており、製造が多忙でない場合には見学可能である（要予約）。

## 銘柄
- 芋焼酎
  - いも太郎
  - 三年寝いも太郎
  - いも
- 麦焼酎
  - おやじごろし
  - 秘蔵五年
  - 平兵衛翁
  - 御神火（ごじんか）
    - 御神火 スタンダード
    - 御神火 スタンダード（徳利）
    - 御神火 いにしえ
    - 御神火 天上（てんじょう）
    - 御神火 凪海（なぎうみ）
    - 御神火 凪海 原酒